# Дискообразные летательные аппараты
Дискообразные летательные аппараты — летательные аппараты дискообразной формы, имеющей сходство с распространённой в массовом сознании формой НЛО (летающая тарелка), разрабатывались в разное время в разных странах.

## Umbrella plane
Первая известная попытка создания дискообразного летающего аппарата была предпринята в 1911 году в США: изобретатель Чэнс Воут (Chance Vought) построил «Самолёт-зонтик» (Umbrella plane), основными конструкционными материалами для которого были дерево и ткань. Достоверные данные о полёте данного аппарата отсутствуют.

## Самолёт Фокке
В 1939 году в нацистской Германии конструктор самолётов Focke-Wulf профессор Генрих Фокке (Heinrich Focke) запатентовал самолёт с вертикальным взлётом и турбинным двигателем, имевшим форму блюдца.

## Arthur Sack АS-6

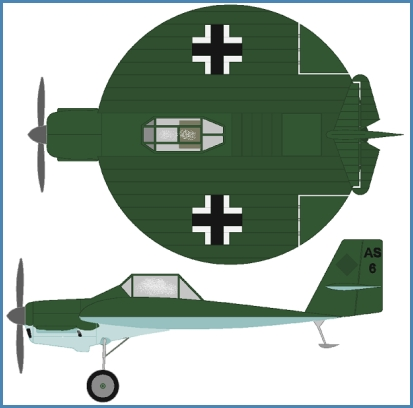
Sack AS-6

В 1939 году немецкий изобретатель, бывший фермер Артур Зак (Arthur Sack), начал разработку «летающего диска» (самолёта с крыльями дискообразной формы). Этот аппарат, названный AS-6, создавался в Лейпциге на заводе MIMO (Mitteldeutsche Motorwerke). Испытания начались в 1944 году на авиабазе Брандис. Лётчик смог лишь оторвать AS-6 от земли, после чего правая стойка шасси не выдержала нагрузок от реактивного момента воздушного винта. Вскоре военные отказались от разработки.

## V-173 и XF5U-1

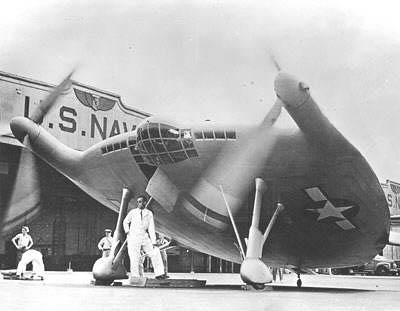
V-173. 1942 г. Наземное обслуживание.

В 1940-е годы в США Чэнс Воут (Chance Vought) совместно с конструктором Чарльзом Циммерманом (Charles H. Zimmerman) разрабатывали почти круглые двухпропеллерные самолёты Vought V-173 и Vought XF5U. Разработки велись при поддержке NASA (в то время — NACA) и военно-морского флота США. Эти самолёты поднимались в воздух, однако имели множество недостатков, в частности, были неудобными в управлении, поэтому в 1947 году от их разработки отказались.

## Легенды о ЛА Третьего рейха
Во второй половине 1950-х годов в мюнхенском издательстве «Леман» вышла книга «Секретное оружие третьего рейха», написанная майором Рудольфом Лузаром. В книге приводились рисунки нескольких дискообразных ЛА разного типа, включая фотографию «диска Беллонце», Диска Шривера — Хабермоля, о котором утверждалось, что якобы в первом же испытательном полёте аппарат достиг высоты 12400 м и скорости 2000 км/ч. Также имеются сообщения о «Летающем блине» Циммермана, Vril, Haunebu, и др.
Подобные утверждения приводятся во многих публикациях, в том числе в Интернете, однако какими-либо поддающимися проверке доказательствами они не подтверждаются и сопровождаются обильными псевдонаучными вымыслами об «обществе Врил». Предполагается, что немцы экспериментировали с прототипами вертолётов, автожиров и экранопланов.

## Проекты компании Avro Canada

### Avrocar

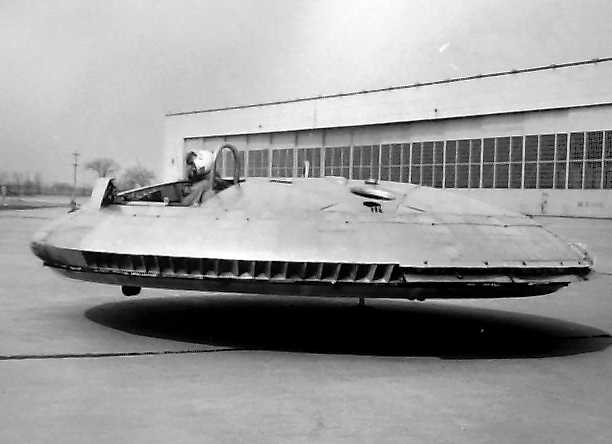
Испытания Avrocar

В 1952 году канадская компания Avro Aircraft Ltd. начала разработку дискообразного летательного аппарата вертикального взлёта и посадки (проект Y или Avrocar). Разработкой и созданием аппарата занимался английский конструктор Джон Фрост (John Frost).
В 1953 году для демонстрации потенциальным инвесторам был изготовлен опытный экземпляр тарелки габаритами 6х11 см, в том же году финансировать проект стала NASA. На полученные деньги был собран диск диаметром 15 метров.
Первый полёт был совершён 2 ноября 1959 года. В 1961 году проект был закрыт «в связи с невозможностью „тарелки“ оторваться от земли выше 1,5 метров».
Всего было построено два аппарата «Avrocar», один из которых находится в Национальном аэрокосмическом музее США в штате Мэриленд.

### Project 1794
Национальный архив США опубликовал секретные чертежи летающей тарелки, разрабатываемой в 1950-х годах для американских ВВС. Аппарат Project 1794 был рассчитан на вертикальный взлёт и посадку и должен был развивать скорость от 3200 до 4300 километров в час. Высота полёта тарелки должна была превысить 30 километров.

## Sikorsky Cypher

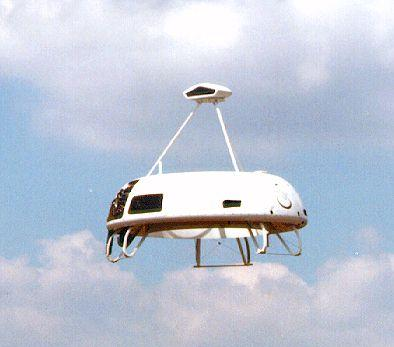
Cypher

Cypher и Cypher II — марки беспилотных воздушных транспортных средств, разработанных компанией Sikorsky Aircraft. Они используют вертикальный взлёт и приземление, в качестве движителя используют два противонаправленных ротора, приложенные в круглом тор-образном корпусе.
Последний вариант Sikorsky Cypher весил 110 килограммов, имел диаметр 1,9 метра и был приведен в действие компактной, ротационной машиной (на 53 л. с.) на 40 кВт. Аппарат обладал площадкой для крепления аппаратуры на распорках выше корпуса и мог транспортировать грузы до 23 кг.
После первого пробного полёта в 1993 году, данный аппарат в течение 1990-х годов выполнил более 550 полётов в рамках лётных испытаний и в демонстрациях. В конечном счёте Sikorsky Cypher стал прототипом аппарата следующего поколения, Sikorsky Cypher II, который стал участником конкурса БПЛА для военно-морского флота Соединённых Штатов.
Sikorsky Cypher II подобен в размерах предшественнику, но имеет маршевый пропеллер в дополнение к вертикальному ротору и может быть оснащён крыльями для миссий дальнего действия. В крылатой конфигурации расчётный диапазон действий Cypher II более 185 километров и максимальная скорость 230 км/ч.
Два прототипа Cypher II (войсковое наименование «Dragon Warrior») были построены для американского Корпуса морской пехоты. Неясно, вступит ли Sikorsky Cypher II в реальное производство.

## Moller M200G Volantor

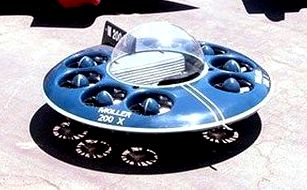
Moller M200G Volantor

Американец Пол Моллер создал дискообразный аппарат «M200G Volantor», имеющий 8 винтов для создания подъёмной силы. На борту находятся несколько компьютеров, которые автоматически выравнивают аппарат и ограничивают высоту полёта. Для управления аппаратом не требуется какого-то значительного обучения. Его производство началось в 2007 году.

## Дисковидные дирижабли
Дисковидная или линзовидная форма часто используется в современных проектах аппаратов легче воздуха, так как позволяет сохранять устойчивость при боковом ветре с любого направления и более эффективно использовать в полёте восходящие термические и динамические воздушные потоки. Подобные дирижабли разрабатывались в России с 1980-х годов.